# Индийский Союз
Индийский Союз (англ. Union of India) — государство, образовавшееся вследствие принятия Британским парламентом Акта об индийской независимости (15 августа 1947) и раздела Британской Индии на Индийский Союз и доминион Пакистан. В 1948 году в результате спецоперации «Поло» в состав Индийского союза вошло княжество Хайдарабад.
Главой Индийского союза считался король Великобритании, однако фактически правительство возглавлял премьер-министр Джавахарлал Неру. Интересы монарха в Индии по-прежнему представлял генерал-губернатор Индии (который, в отличие от своих предшественников, уже не именовался вице-королём). Первым генерал-губернатором был Луис Маунтбеттен, вторым и последним — Чакраварти Раджгопалачария.
С принятием 26 января 1950 года первой индийской конституции Индийский Союз был преобразован в Республику Индия.